# Холмсвилл (тауншип, Миннесота)
Холмсвилл (англ. Holmesville) — тауншип в округе Бекер, Миннесота, США. На 2000 год его население составило 457 человек.

## География
По данным Бюро переписи населения США площадь тауншипа составляет 93,6 км², из которых 72,7 км² занимает суша, а 20,9 км² — вода (22,31 %).

## Демография
По данным переписи населения 2000 года здесь находились 457 человек, 179 домохозяйств и 131 семья.  Плотность населения —  6,3 чел./км².  На территории тауншипа расположено 295 построек со средней плотностью 4,1 построек на один квадратный километр. Расовый состав населения: 93,87 % белых, 3,50 % коренных американцев, 0,44 % — других рас США и 2,19 % приходится на две или более других рас.
Из 179 домохозяйств в 27,9 % воспитывались дети до 18 лет, в 69,8 % проживали супружеские пары, в 2,2 % проживали незамужние женщины и в 26,3 % домохозяйств проживали несемейные люди. 21,8 % домохозяйств состояли из одного человека, при том 7,8 % из — одиноких пожилых людей старше 65 лет. Средний размер домохозяйства — 2,55, а семьи — 3,02 человека.
24,5 % населения — младше 18 лет, 4,6 % — в возрасте от 18 до 24 лет, 24,9 % — от 25 до 44, 32,2 % — от 45 до 64, и 13,8 % — старше 65 лет. Средний возраст — 43 года. На каждые 100 женщин приходилось 101,3 мужчин.  На каждые 100 женщин старше 18 приходилось 104,1 мужчин.
Средний годовой доход домохозяйства составлял 32 500 долларов, а средний годовой доход семьи —  44 167 долларов. Средний доход мужчин —  32 222  доллара, в то время как у женщин — 21 071. Доход на душу населения составил 18 366 долларов. За чертой бедности находились 9,1 % семей и 11,6 % всего населения тауншипа, из которых 12,1 % младше 18 и 2,9 % старше 65 лет.